# Luigi Nobile
Luigi Nobile (Tursi, 24 febbraio 1921 – Saint-Vincent, 18 febbraio 2009) è stato un calciatore italiano, di ruolo difensore.

## Carriera
Cresce nella squadra della Roma iniziando dal settore giovanile fino ad arrivare in prima squadra nella stagione 1940-41. Debutta in Serie A a Napoli il 22 dicembre 1940 in Napoli-Roma 2-1, totalizzando complessivamente 3 presenze nel ruolo di terzino sinistro. La stagione successiva pur giocando  una sola partita, quella in casa con il Torino del 28 dicembre 1941, entra negli annali del calcio italiano per la conquista dello scudetto 1941-1942.
La sospensione dei campionati di calcio per gli eventi bellici lo induce al ritiro dall'attività agonistica, nel contempo si dedica agli studi universitari laureandosi in Medicina e Chirurgia; nel corso del 1943, assegnato d'autorità al servizio sanitario interno, partecipa attivamente al soccorso e al salvataggio di molte vite umane durante il bombardamento di Roma.

## Palmarès

### Competizioni nazionali
- Campionato italiano: 1

Roma: 1941-1942